# Lottie Ejebrant
Gunhild Lottie Ejebrant, född 17 maj 1944 i Högalids församling i Stockholm, är en svensk skådespelare.

## Biografi

### De första åren
Lottie Ejebrant växte upp på Södermalm i Stockholm med en mor som var konstnär. Hennes teaterintresse väcktes i skolan där hon gärna framträdde inför skolkamraterna på skolans roliga timme. Hon uppmuntrades av mamma att söka sig till teatern så efter att ha avlagt realexamen 1960 började hon samma år på Calle Flygares Teaterskola.
Efter avslutad teaterskola engagerades hon 1962 vid Riksteatern där hennes första uppgift var rollen som Olympia i Mimi Pollaks uppsättning av komedin Vår hemliga dröm, skriven av den franske dramatikern Robert Boissy. Föreställningen hade turnépremiär i mitten av oktober på Kalmar teater med Gösta Cederlund och Dagmar Olsson i ett par av de stora roller. Ejebrant stannade på Riksteatern i två år och gjorde bland annat Irene i Aristofanes antika komedi Lysistrate med Gun Jönsson i titelrollen vilken följdes av Sandro Malmquists uppsättning av Brechts Tolvskillingsoperan där hon spelade Lucy medan Jenny kuriöst nog gjordes av Kim Anderzon.
Hon gjorde 1962 sin första filmroll som raggarbruden Nibban i Gunnar Hellströms Chans med manus av Birgitta Stenberg. Filmen som gjordes innan hon började anställningen på Riksteatern blev hennes professionella debut och i rollistan hette hon fortfarande Gunhild Ejebrant. Fyra år senare gör hon sin första betydande filmroll som Göta i Stig Ossian Ericsons Adamsson i Sverige.

### Gäst på Dramaten och bildandet av Teater Narren och Fickteatern
När Frank Sundström på våren 1965 regisserade urpremiären på Peter Weiss pjäs Mordet på Marat på Dramaten så behövdes det mycket folk på scenen. Men då hade teatern och elevskolan just kommit överens om att inga elever skulle vara med i teaterns uppsättningar, så flera av husets anställda fick agera statister och göra småroller, Men teatern plockade också in folk utifrån så Ejebrant pjäsengagerades och gjorde rollen som Patient tillsammans med danspedagogerna Mercedes Björlin och Donya Feuer och andra. Hon återkom till Dramaten även hösten därpå i Luigi Pirandellos komedi I afton improviserar vi.
Hon tillhörde samtidigt Stockholms studentteater och medverkade i Sandro Key-Åbergs pjäs Bildade människor som hösten 1965 spelades på Arenateatern utanför nöjesfältet Gröna Lund. Tillsammans med regissören Hans Hellberg och skådespelarna Bibi Nordin och Leif Sundberg bildade hon då den fria gruppen Teater Narren som i och med det övertog Arenateatern.
1967 lämnade hon och Leif Sundberg Narren och bildade Fickteatern, tillsammans med musikern och blivande maken Gunnar Edander och regissören Suzanne Osten. Med denna fria teatergrupp kom hon att medverka i flera samhällskritiska pjäser som Samhälle till salu, Ett spel om plugget (1969) och Motborgarna - ett äventyr (1970).
Hösten 1974 gjorde hon den kvinnliga huvudrollen Katarina i Shakespeares Så tuktas en argbigga på turné med Riksteatern med Tor Isedal som Petrucchio.

### Stockholms stadsteater och Unga Klara
Ejebrant kom 1974 till Stockholms Stadsteater där hon var anställd till 1992.
Suzanne Osten bildade 1975 den fristående ensemblen Unga Klara, som då hade en egen verksamhet inom stadsteaterns organisation. Ejebrant gjorde Prinsessan Desirée i Sessorna på Haga som Unga Klara satte upp våren 1976.
1980 gjorde hon Simone när hon för andra gången medverkade i Weiss pjäs Mordet på Marat. Leif Sundberg spelade Sade, Gösta Ekman gjorde Marat och Inga Sarri Charlotte Corday.
Utöver teatern har hon även varit verksam som skådespelare på film och i TV. Hon medverkade i en mindre roll i Lasse Åbergs film Repmånad (1979) men blev känd för hela svenska folket som den sympatiska parkeringsvakten Majsan i Åbergs film Sällskapsresan (1980). Samma år var hon med i Hans Alfredsons uppsättning av Feydeau-farsen Räkan från Maxim.

### Andra roller
1990 gjorde hon Golde i Pierre Fränckels uppsättning av Spelman på taket på Riksteatern.
Ejebrant återkom till Dramaten 2006 i Erland Josephsons pjäs Blomsterplockarna med Jan-Olof Strandberg, Kristina Adolphson, Nils Eklund, Ingvar Kjellson och Inga Landgré. Föreställningen gavs både på Lilla scenen och på Strindbergs Intima Teater.

### Övrigt
Hon tilldelades Guldmasken 1998 för sin roll i Spanska Flugan på Intiman. Hon var 1965–1975 gift med kompositören Gunnar Edander.

## Filmografi
- 1962 – Chans
- 1966 – Adamsson i Sverige
- 1969 – Änkan
- 1971 – Sprejp (TV-serie)
- 1973 – Vem älskar Yngve Frej
- 1973 – Mumindalen (TV-serie) (röstroll)
- 1974 – Huset Silfvercronas gåta (TV-serie)
- 1979 – Repmånad
- 1980 – Sällskapsresan
- 1980 – Räkan från Maxim
- 1981 – Rasmus på luffen
- 1982 – Mamma
- 1982 – Skulden (TV-serie)
- 1983 – Spanarna (TV-serie)
- 1986 – Bröderna Mozart
- 1986 – Min pappa är Tarzan
- 1986 – Saxofonhallicken
- 1986 – Vägg i vägg (TV-serie)
- 1991 – Freud flyttar hemifrån
- 1993 – Allis med is (TV-serie)
- 1995 – Jag heter Mitra
- 1995 – Anmäld försvunnen (TV-serie)
- 2001 – Nya tider (TV-serie)
- 2002 – Asterix & Obelix: Uppdrag Kleopatra (röstroll)
- 2007 – Leende guldbruna ögon (TV-serie)
- 2013 – Inte flera mord
- 2017 – Finaste familjen (TV-serie)
- 2021 – Folk med ångest (TV-serie)
- 2022 – Göta kanal 4 – Vinna eller försvinna
- 2024 – Så länge hjärtat slår
- 2025 – Hemmet

## Teater

### Roller (ej komplett)
| År   | Roll                   | Produktion                                                    | Regi             | Teater                 |
| ---- | ---------------------- | ------------------------------------------------------------- | ---------------- | ---------------------- |
| 1963 | Lucy                   | Tolvskillingsoperan Bertolt Brecht                            | Sandro Malmquist | Riksteatern            |
| 1966 | Operapar               | I afton improviserar vi Luigi Pirandello                      | Mimi Pollak      | Dramaten               |
| 1974 | Katarina               | Så tuktas en argbigga William Shakespeare                     | Lennart Kollberg | Riksteatern            |
| 1982 | Vjazopuricha, sto      | Historien om en häst Leo Tolstoj                              | Lars Edström     | Stockholms stadsteater |
| 1990 | Golde                  | Spelman på taket Jerry Bock, Sheldon Harnick och Joseph Stein | Pierre Fränckel  | Riksteatern            |
| 1997 | Anna-Greta, hembiträde | Spanska flugan Franz Arnold och Ernst Bach                    | Thomas Ryberger  | Intiman                |
| 2012 | Marianne               | I sista minuten Carin Mannheimer                              | Sissela Kyle     | Stockholms stadsteater |
| 2012 | Ondine                 | Peter Pan och Wendy J.M. Barrie i ny version av Anders Duus   | Pia Johansson    | Stockholms stadsteater |